# Ян Інгман
Ян Інгман (швед. Jan Ingman, нар. 25 листопада 1961, Грумс) — колишній шведський хокеїст, що грав на позиції крайнього нападника.

## Ігрова кар'єра
Професійну хокейну кар'єру розпочав 1977 року.
1981 року був обраний на драфті НХЛ під 19-м загальним номером командою «Монреаль Канадієнс». 
Протягом професійної клубної ігрової кар'єри, що тривала 16 років, захищав кольори команд Грюмс IK та «Фер'єстад».